# Campylanthus antonii
Campylanthus antonii là một loài thực vật có hoa trong họ Mã đề. Loài này được Thulin mô tả khoa học đầu tiên năm 1995.